# 特維爾站
特維爾站（羅馬化：Tverskaya）是莫斯科地鐵莫斯科河畔線的一個車站。該站原本計劃於1938年開通，但後來被遺棄。不過在1960年代，由於城市規劃變更，特維爾站開通重新提上計劃，並在1979年開通。2000年該站發生炸彈襲擊事件。